# Bourg-en-Lavaux
Bourg-en-Lavaux é uma comuna da Suíça, situada no distrito do Lavaux-Oron, no cantão de Vaud. Tem 9,65 km² de área e sua população em 2018 foi estimada em 5.369 habitantes.